# ألويسيوس غوردون
ألويسيوس غوردون (بالإنجليزية: Aloysius Gordon)‏ هو موسيقي جامايكي، ولد في 7 مايو 1931 في جامايكا، وتوفي في 15 مارس 2017.

## وصلات خارجية
- ألويسيوس غوردون على موقع ميوزك برينز (الإنجليزية)
- ألويسيوس غوردون على موقع ميوزك برينز (الإنجليزية)
- ألويسيوس غوردون على موقع ديسكوغز (الإنجليزية)